# Île Melville (Nunavut et les Territoires du Nord-Ouest)

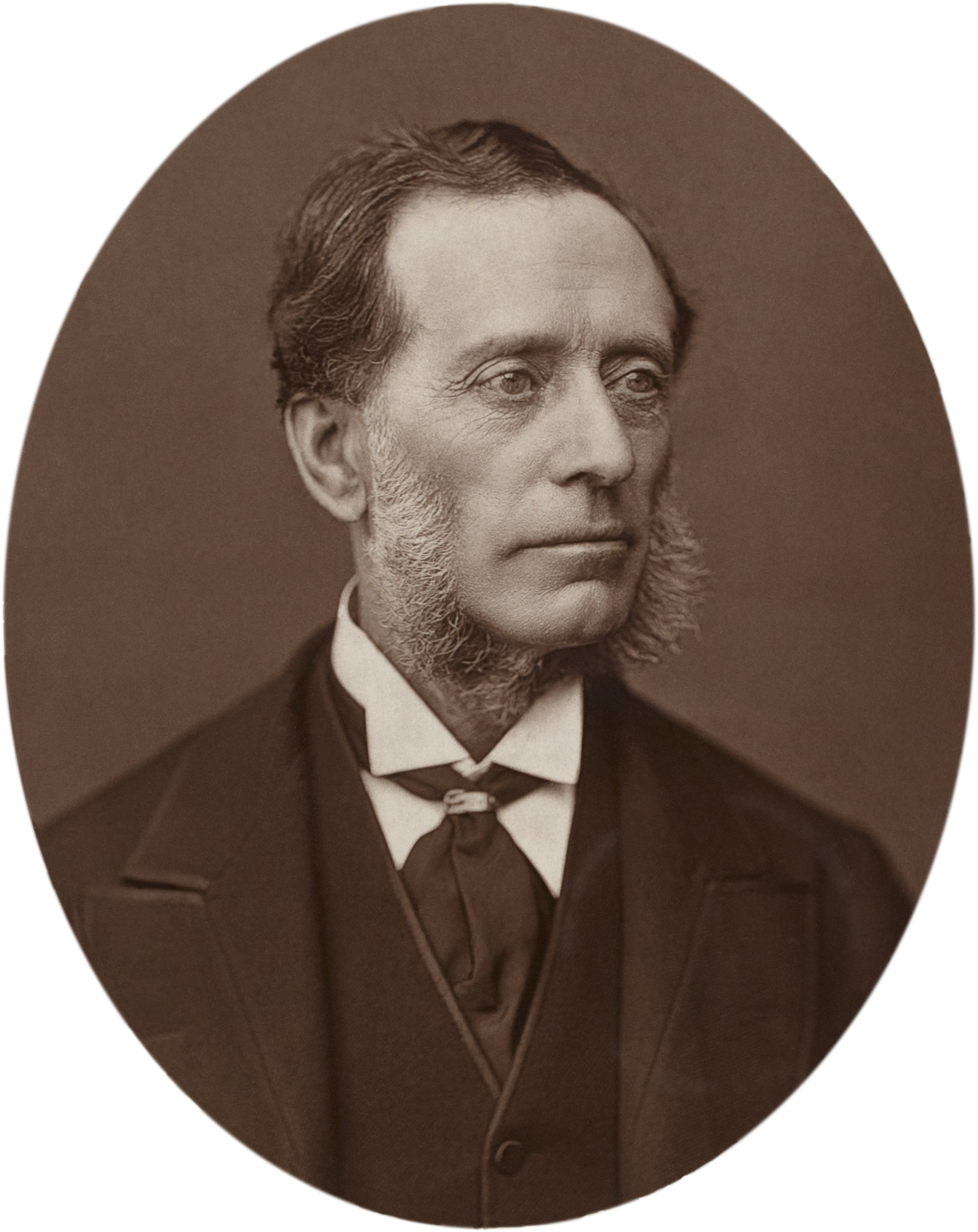
Sir Francis Leopold McClintock, découvreur de l'île, 1875

Pour les articles homonymes, voir Île Melville.
L'île Melville est une île située dans le passage du Nord-Ouest, au nord des îles Victoria et Banks, à l'ouest de l'île Bathurst et à l'est-sud-est de l'île du Prince-Patrick. L'île fait partie des îles de la Reine-Élisabeth. Sa superficie est de 42 149 km², soit une taille légèrement plus élevée que la Suisse.
L'île, comme l'ensemble de l'archipel Arctique, est réputée pour ses diverses formations géologiques. Il n'y a aucune communauté humaine établie en permanence sur l'île.

## Parry's Rock

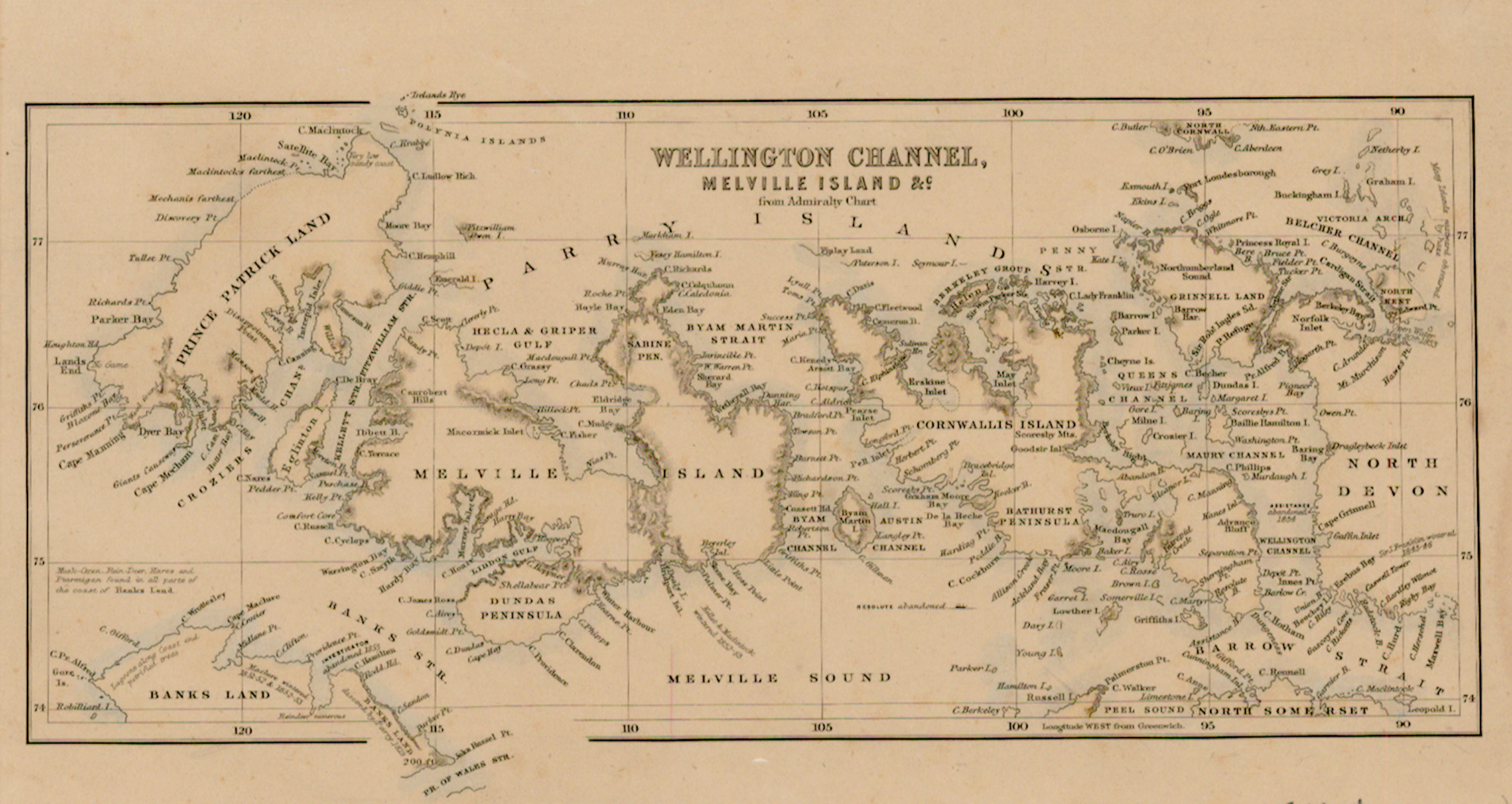
Melville Island, Canada

Parry's Rock est une large pierre, située aux abords du havre Winter. Sur la pierre est posée une plaque commémorative, rappelant la prise de possession par le Canada, à l'époque un dominion de l'Empire britannique (Dominion of Canada), de l'archipel Arctique. Celle-ci y fut placée en 1909 par le capitaine Joseph-Elzéar Bernier du navire Arctic.
En 1909, à l’île Melville, Joseph-Elzéar Bernier  a installé une plaque commémorative confirmant la mainmise du Canada sur toutes les îles arctiques. En tout, Joseph-Elzéar Bernier a fait 11 expéditions dans le Grand Nord
Le capitaine William Edward Parry, explorateur de l'Arctique canadien, y hiverna au cours de ses recherches du passage du Nord-Ouest en 1819 jusqu'au 1er août 1820. L'île est nommée en l'honneur de Robert Dundas (2e vicomte Melville).